# Barbara Žgajner Tavš
Barbara Žgajner, slovenska političarka, poslanka in sociologinja, * 12. februar 1976, Trbovlje.

## Življenjepis
Barbara Žgajner Tavš je bila leta 2004 kot članica Slovenske nacionalne stranke izvoljena v Državni zbor Republike Slovenije; v tem mandatu je bila članica naslednjih delovnih teles:
- Komisija po Zakonu o preprečevanju korupcije (predsednica),
- Odbor za delo, družino, socialne zadeve in invalide,
- Odbor za visoko šolstvo, znanost in tehnološki razvoj in
- Preiskovalna komisija za ugotovitev in oceno dejanskega stanja, ki je lahko podlaga za odločanje o politični odgovornosti nosilcev javnih funkcij v Vladi Republike Slovenije na Ministrstvu za pravosodje in Vrhovnem državnem tožilstvu Republike Slovenije v zvezi z izvrševanjem nadzora po Zakonu o državnem tožilstvu (Uradni list RS št. 110/02 - uradno prečiščeno besedilo) za spremembo zakonodaje in za druge odločitve v skladu z ustavnimi pristojnostmi državnega zbora (namestnica člana).

6. januarja 2008 je skupaj s Sašom Pečetom, Boštjanom Zagoracem in Bogdanom Barovičem protestno izstopila iz poslanske skupine SNS ter vstopila v novo poslansko skupino Lipa.
4. oktobra 2010 jo je 9. vlada Republike Slovenije imenovala za v.d. zagovornice načela enakosti. 1. julija 2010 jo je zamenjal Boštjan Vernik Šetinc.
Na lokalnih volitvah leta 2010 je nastopila kot neodvisna kandidatka za mesto župana Občine Trbovlje; prejela je 1.360 glasov (18,63%) in osvojila tretje mesto. Novoizvoljeni župan Vili Treven jo je 2. decembra istega leta imenovan za poklicno podžupanjo, odgovorno za socialo, odnose z javnostmi in razpise.
Na državnozborskih volitvah leta 2011 je kandidirala na listi Pozitivne Slovenije in bila izvoljena v državni zbor; s potrditvijo poslanskega mandata ji je avtomatično prenehala podžupanska funkcija.